# Equipe honconguesa na Copa Davis
A equipe honconguesa na Copa Davis representa Hong Kong na Copa Davis, principal competição de tênis masculina por equipes do mundo. É administrada pela Hong Kong Tennis Association.